# Maussane-les-Alpilles
Maussane-les-Alpilles település Franciaországban, Bouches-du-Rhône megyében. Lakosainak száma 2396 fő (2022. január 1.). Maussane-les-Alpilles Les Baux-de-Provence, Mouriès, Paradou, Saint-Martin-de-Crau és Saint-Rémy-de-Provence községekkel határos.

## Népesség
A település népességének változása:
| Lakosok száma | 1251 | 1514 | 1886 | 2153 | 2222 | 2226 | 2289 | 2362 | 2396 | 2396 |
|               | 1968 | 1982 | 1990 | 2006 | 2013 | 2015 | 2017 | 2019 | 2020 | 2022 |